# Street of Women
Street of Women (bra: A Mulher que Inspirou'; prt: ') é um drama estadunidense do período Hollywood pre-code que estreou em 1932 e foi dirigido por Archie Mayo para a Warner Bros.. O filme é estrelado pela atriz Kay Francis e pelo ator Roland Young.

## Elenco
- Kay Francis ... Natalie "Nat" Upton
- Roland Young ... Linkhorne "Link" Gibson
- Alan Dinehart ... Larry Baldwin
- Gloria Stuart ... Doris "Dodo" Baldwin
- Marjorie Gateson ... Lois Baldwin
- Allen Vincent ... Clarke Upton
- Adrienne Dore ... Frances
- Louise Beavers ... Mattie

## Sinopse
Em Nova Iorque, a costureira Natalie Upton mantém, há três anos, um romance secreto com Larry Baldwin, rico empresário do ramo da construção. A situação se complica quando o irmão de Natalie vem para a cidade e se apaixona por Doris Baldwin, filha de Larry.

## Recepção
A revista carioca Cinearte de 9 de Novembro de 1932 classificou o filme como "Bom", avaliando "Kay Francis, lindíssima e afinal o filme está cheio de cenas agradáveis, em ambientes destes que são o fraco de muita gente" . O jornal paulista Folha da Manhã datado de 24 de março de 1933 chamou o filme de "finíssimo trabalho", mas, curiosamente, evitou mencionar o caso de adultério, ponto central do enredo do filme.